# Letis tuisana
Letis tuisana là một loài bướm đêm trong họ Erebidae.